# Сарыбастау (Кербулакский район)
Сарыбастау (каз. Сарыбастау) — село в Кербулакском районе Жетысуской области Казахстана. Административный центр Сарыбастауского сельского округа. Код КАТО — 194655100.

## Население
В 1999 году население села составляло 1078 человек (549 мужчин и 529 женщин). По данным переписи 2009 года, в селе проживало 677 человек (319 мужчин и 358 женщин).

## Топографические карты
- Лист карты L-43-144 Карашокы  79-83  вар. Масштаб: 1 : 100 000. Указать дату выпуска/состояния местности.